# 卡拉巴赫地毯

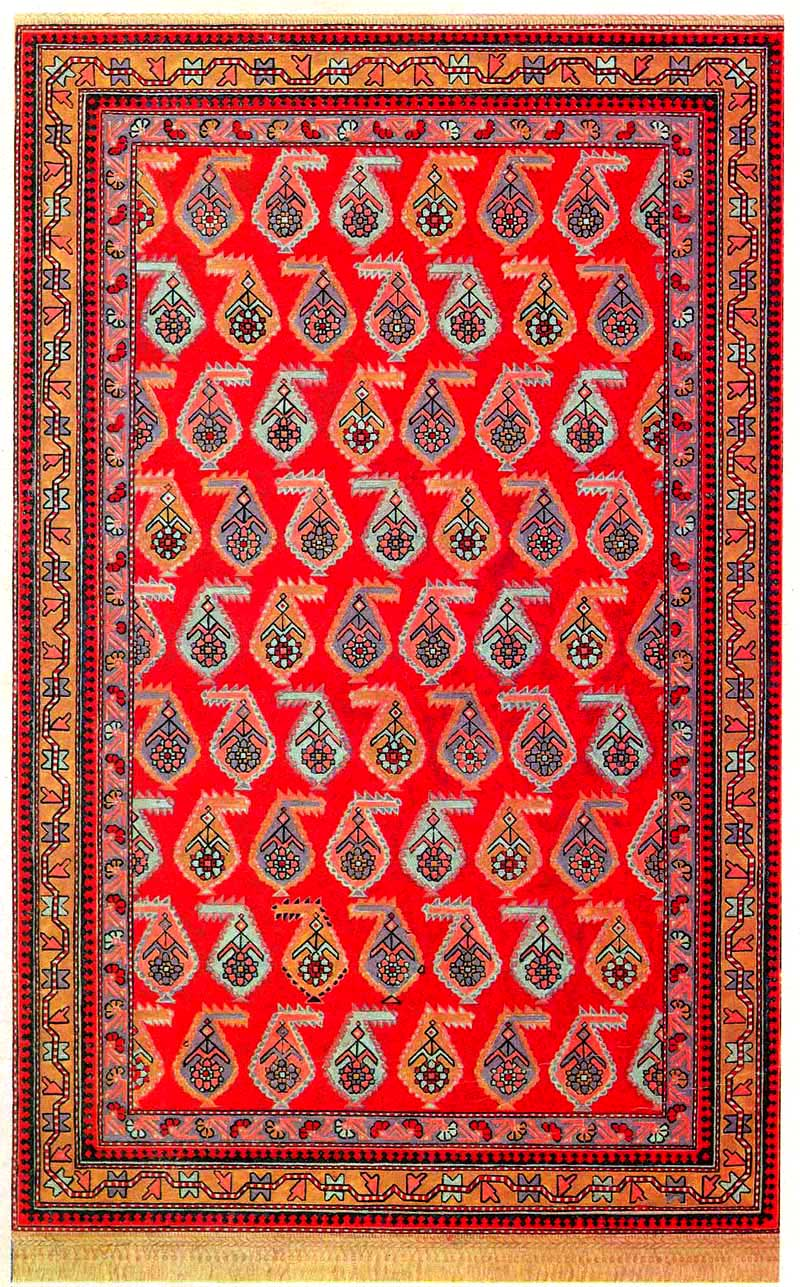
18世纪的“Shabalyt buta”地毯，现藏于巴库阿塞拜疆地毯博物馆

卡拉巴赫地毯，外高加索的地毯品种，产于阿塞拜疆和亚美尼亚两国的卡拉巴赫地区。

## 历史
历史上，地毯编织是卡拉巴赫女性的传统职业，许多亚美尼亚家庭也从事地毯编制。不过，卡拉巴赫地毯的著名编织工中也有很多男性。该地区在中世纪时期为亚美尼亚王国的阿尔扎赫，当地现存最古老的地毯发现于亚美尼亚甘扎克附近班南茨村（Banants），可追溯到13世纪初。
亚美尼亚语中表示绒毛地毯的“gorg”一词，最早出现于阿尔察赫Kaptavan教堂墙上1242年至1243年间的亚美尼亚语铭文中。而表示地毯的“karpet”（կարպետ）一词，则最早出现于五世纪的亚美尼亚语圣经译本中。
19世纪下半叶，卡拉巴赫的地毯编织特别发达，卡拉巴赫地区的许多居民均从事地毯编织，且主要用于商业销售，而舒沙成为当时卡拉巴赫地毯编织的中心。

## 种类

### 亚美尼亚
艺术史学家Hravard Hakobyan指出，“阿尔扎赫地毯在亚美尼亚地毯制作史上占有特殊的地位。”亚美尼亚地毯的风格多变，色彩丰富，装饰图案多种多样。地毯上常见的主题和图案有龙和鹰等，甚至可以根据上面描绘的动物种类分别被称为：artsvagorgs（鹰地毯）、vishapagorgs（龙地毯）和otsagorgs（蛇地毯）等。Kaptavan教堂铭文中提到的地毯由三个覆盖着植物装饰的拱形组成，与阿尔扎赫生产的泥金裝飾手抄本具有艺术上的相似性。
13世纪的亚美尼亚历史学家Kirakos Gandzaketsi在称赞Vakhtang Khachenatsi的妻子Arzu-Khatun和女儿们在编织方面的灵巧技巧时，曾提及地毯编织艺术与窗帘的制作密切相关。

### 阿塞拜疆
阿塞拜疆的卡拉巴赫地毯流派主要分为低地卡拉巴赫和山区卡拉巴赫两支发展，后者的通常也是被称为“舒沙地毯”。除了舒沙，Dashbulag、Dovshanly、Girov、Terniviz、Malibayli、Chanakcha、Tun、Tuglar、Hadrut、Muradkhanly、Gasimushagi、Gubately、Gozag、Mirseid、Bagirbeyli、Khanlig、Tutmas等周边村庄也以地毯而闻名。每个村庄都发展有原创的设计和装饰品，具有各自鲜明的特征。在低地卡拉巴赫，地毯制造业集中在傑布拉伊爾、Horadiz、巴尔达和阿格達姆等地。
19世纪下半叶，舒沙成为卡拉巴赫地毯编织的中心，而且其极大地影响了纳希切万和赞格祖尔的地毯流派。一些学者则认为这两个地区的流派是卡拉巴赫地毯流派的子类别。舒沙的地毯织工Meshedi Bayram Gurban-oglu、Djabbar Haji Akber-oglu、Fatima Aga Sherif-gizi、Ahmed Dashdamir-oglu等曾参加了1867年在巴黎举行的世界博览会并获奖。舒沙地毯还曾于1872年的莫斯科理工展（Moscow Polytechnic Exhibition）上获奖。
阿塞拜疆风格地毯制作是联合国教科文组织非物质文化遗产的一部分。

## 扩展阅读
- Mozaffari, Ali; Barry, James. . International Journal of Heritage Studies. 2022, 28 (3): 318–340. S2CID 240207752. doi:10.1080/13527258.2021.1993965.